# Fráňa Šrámek

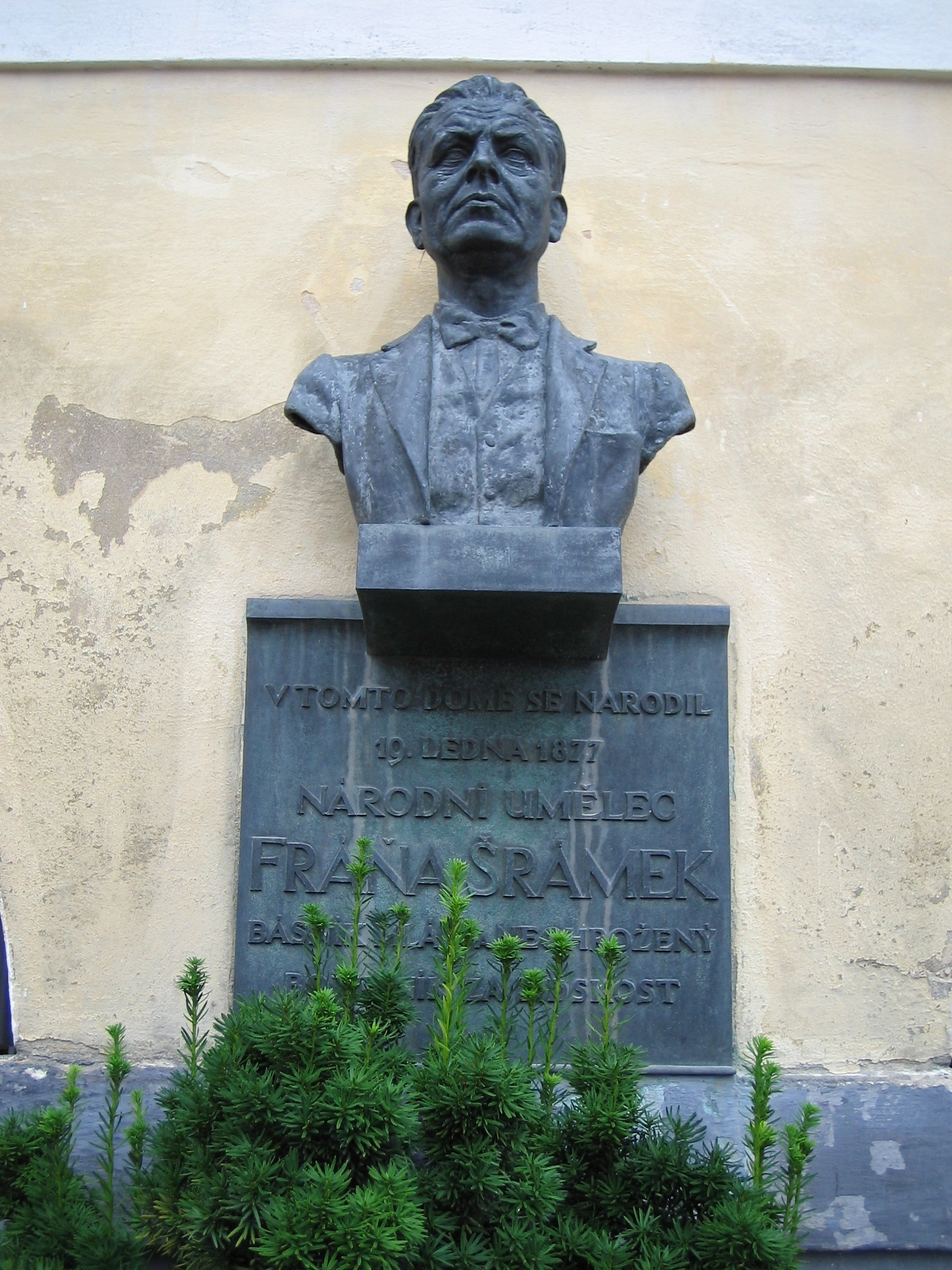
Płyta pamiątkowa w Sobotce

Fráňa Šrámek (ur. 19 stycznia 1877 w Sobotce, zm. 1 lipca 1952 w Pradze) – czeski anarchista, poeta, prozaik, dramaturg i redaktor, zaliczany do grona Anarchistycznych Burzycieli.

## Życiorys
Fráňa Šrámek, podobnie jak romantyk Václav Šolc, urodził się w Sobotce koło Jiczyna. W roku 1885 przeprowadził się do Písku, w którym osadził akcję wielu swoich dzieł. W roku 1894 wyjechał do miasta Roudnice nad Labem, gdzie zdał maturę. W roku 1903 odbył jednoroczną służbę wojskową, która została mu karnie przedłużona. W 1905 roku ukończył studia prawnicze. W tym samym czasie był dwukrotnie aresztowany i uwięziony za udział w nielegalnych demonstracjach i jawnie antypaństwowy wiersz Píšou mi psaní (Piszą mi pismo). W czasie pierwszej wojny światowej wziął udział w walkach na froncie galicyjskim.

## Twórczość
W swojej poezji Šrámek nawiązywał do folkloru miejskiego i wyrażał radykalne, anarchistyczne, a w szczególności antymilitarystyczne poglądy. Do jego najważniejszych utworów należy autobiograficzna powieść Stříbrný vítr (Srebrny wiatr).
Zbiorki poezji Šrámka to Modrý a rudý (Niebieski i czerwony, 1906), Splav (Śluza), Ještě zní (Jeszcze brzmi), Života bído, přec tě mám rád (Nędzo życia, a jednak cię lubię, 1905), Nové básně (Nowe wiersze), Rány, růže (Rany, róże).
W 1946 roku Šrámek został uznany za Artystę Narodowego.
Twórczość poetycką i prozatorską Šrámka wysoko ceni Robert Stiller, który przełożył i wydał obszerny wybór wierszy czeskiego poety. Liryki poety tłumaczył także Adam Włodek.